# Stawy Goliana
Stawy Goliana – tereny rekreacyjno-sportowe położone w Grodzisku Mazowieckim przy ulicy Stawowej 10. Przyjmuje się, że  powstały w XIX wieku na skutek spiętrzenia rzeki Rokicianki.  W roku 2012 w 490 rocznicę otrzymania praw miejskich przez Grodzisk Mazowiecki stawy poddano rewitalizacji, obejmującej kompletną przebudowę obiektu, między innymi oczyszczenie i poszerzenie zbiorników wodnych, nasadzenie roślin itd. W 2017 roku w ramach obchodów 100-lecia urodzin Leonida Teligi na stawach Goliana odsłonięto pomnik upamiętniający tego żeglarza.